# Alcis scortea
Alcis scortea là một loài bướm đêm trong họ Geometridae.